# Авангард (муниципальное образование город Алексин)
Авангард — посёлок в Тульской области России. С точки зрения административно-территориального устройства входит в Алексинский район. В плане местного самоуправления входит в состав муниципального образования город Алексин.

## География
Авангард находится в северо-западной части региона, в пределах северо-восточного склона Среднерусской возвышенности, в подзоне широколиственных лесов.
Расстояние по автодорогам до центра Алексина составляет 10 км на северо-восток.

### Климат
Климат на территории посёлка, как и во всём районе, характеризуется как умеренно континентальный, с ярко выраженными сезонами года. Средняя температура воздуха летнего периода — 16 — 20 °C (абсолютный максимум — 38 °С); зимнего периода — −5 — −12 °C (абсолютный минимум — −46 °С).
Снежный покров держится в среднем 130—145 дней в году.
Среднегодовое количество осадков — 650—730 мм.

## История
В начале XVIII в. селение Суриново (которое также было известно как Свинка по названию протекавшей через него речки) разделилось на две части: северный берег сохранил название Суриново, а селение на южном берегу, где была сооружена церковь Михаила Архангела, получило название Свинки. Со второй половины XIX в. называется Архангельское в честь расположенного в ней храма.
В 1929 году жителями села Стрельцы (Стрелецкая слобода) было организовано товарищество по совместной обработке земли «Авангард». В 1932 году товарищество было преобразовано в свинсовхоз Авангард", который вошел в 4-й «Моссвиноводтрест». В 1932 году были построены первые здания будущего посёлка правление совхоза и барак. В том же году в совхоз прибыли переселенцев — завербованные на Украине крестьяне.
До муниципальной реформы в марте 2005 года административный центр Авангардского сельского поселения. После её проведения включён в образованные муниципального образования сельское поселение «Авангардское» и в Алексинский муниципальный район.
21 июня 2014 года Алексинский муниципальный район и Авангардское сельское поселение были упразднены, Авангард стал входить в городской округ Алексин.

## Население
| 2002 | 2010 |
| ---- | ---- |
| 797  | ↗814 |

По переписи 2002 года население посёлка, центра Авангардского сельского округа, составляло 797 человек (из них 89 % русских), в 2010 году — 814 человек (380 мужчин, 434 женщины).

## Инфраструктура
Работают средняя школа, детский сад, почтовое отделение, медпункт, магазины. Посёлок электрифицирован и газифицирован, есть водопровод. Действует СПК «Авангард».

## Транспорт
Посёлок доступен автотранспортом. Остановка общественного транспорта «Авангард».